# Tusi de Muli
Pour les articles homonymes, voir Muli.
Le tusi de Muli (chinois : 木里土司 ; pinyin : mùlǐ tǔsī ; tibétain : སྨི་ལི་རྒྱལ་པོ, Wylie : smi li rgyal po, THL : mili gyalpo) ou royaume de Muli, est une ancienne cheftaine, organisées en tusi et dont le territoire correspond à l'actuel xian autonome tibétain de Muli, dans la province du Sichuan. Il a duré de 1648, peu après l'invasion de la région par Güshi Khan et a duré jusqu'à 1952, peu après la proclamation de la République populaire de Chine. La principale minorité de ce tusi était les pumi, une minorité tibéto-birmane proche des Tibétains (ils pratique notamment comme eux la polyandrie).
Ce tusi est sous la direction du tusi de Yongning (永宁土司, un tusi des Moso), elle est dans le champ de l'ordre religieux gélougpa du bouddhisme tibétain (bouddhisme vajrayana). Le lama du grand temple Wanersai (瓦尔寨大寺) est le principal de la région.
Joseph Rock appelle Muli « Le pays du Lama jaune » et Alexandra David-Néel qualifie ce tusi de « Potentat d'opérette gouverné par un roitelet clérical ». James Hilton s'est inspiré de ce lieu pour décrire le Shangri-La, dans son roman Les Horizons perdus (anglais : Lost Horizon).

## Histoire
Güshi Khan, dirigeant du Khanat qoshot, défendeur de l'église bouddhiste des bonnets jaunes, puis roi du Tibet, envahit le Kham au début des années 1640, tuant le Beri Donyo Dorje, roi de Béri, de religion bön, qui persécutait les bouddhistes.
La cheftaine de Muli est formée en 1648, lorsque la cour de la dynastie Qing confère le titre de tusi à Jamyang Norbu (降央绒布).
Les bombardements japonais des régions côtières pendant la seconde guerre sino-japonaise (1937 — 1945), dans les années 1930 et spécialement le massacre de Nankin, poussèrent à déplacer la capitale de la République de Chine à Chongqing (alors au Sichuan), des migrants accoururent dans cette région, ainsi qu'à Kunming capitale du Yunnan, qui devint une importante ville industrielle, et de là d'explorer Dali, puis Lijiang à la découverte des minorités. Des artistes ayant étudiés aux beaux-arts de Hangzhou, comme Xia Ming (夏明, 1915 — 1999), se mirent à explorer les régions de cultures tibétaines, dont Muli, dans la seconde moitié des années 1940. Xia Ming qui y peint de 1945 à 1948 y fonde l'école primaire nationale du Xikang (province qui existe de 1939 à 1955).